# USS Emmons (DD-457)
L'USS Emmons (DD-457/DMS-22) est un destroyer de classe Gleaves en service dans la Marine des États-Unis pendant la Seconde Guerre mondiale. Il fut le seul navire nommé en l'honneur de George F. Emmons (en), un contre-amiral de l'US Navy ayant participé aux guerres américano-mexicaine et de Sécession.
Sa quille est posé le 14 novembre 1940 au chantier naval Bath Iron Works de Bath, dans le Maine. Il est lancé le 23 août 1941, parrainé par Mme F. E. Peacock (petite-fille de l'amiral Emmons), et mis en service le 5 décembre 1941 sous le commandement du lieutenant commander T. C. Ragan. Il fut reclassé DMS-22 le 15 novembre 1944.

## Historique
Appareillant de Norfolk le 31 janvier 1942, le destroyer effectue ses premières missions le long des côtes d’Amérique du Sud puis dans l’Atlantique en réalisant un certain nombre d’escortes de convois. L'Emmons patrouille ensuite dans les eaux de la Nouvelle-Angleterre et, en avril, escorte le porte-avions USS Ranger de l'autre côté de l'Atlantique jusqu'à la Côte-de-l'Or, où il déploya des avions de chasse de l'US Army Air Forces pour la base d'Accra et d'autres bases aériennes africaines.
Il participe au débarquement en Afrique du Nord dans le cadre de l’opération Torch en novembre 1942 avant de retourner aux Amériques. À compter du 19 mai 1943, il assure de multiples missions d’escortes pour des escadres navales, comme dans le cadre de la conférence de Téhéran, ainsi que pour des escadres aéronavales. Un an plus tard, le 18 mai 1944, l’Emmons fait route pour l'Angleterre en vue de participer à l’opération Neptune.
Engagé dans la Manche à la veille du Jour J, il ouvre la voie à l’immense armada en luttant contre la menace des mines sous-marines. Protégeant également l’USS Texas, il largue l’ancre aux premières heures du 6 juin au large d’Omaha Beach. À l’aube, il participe au bombardement de la plage et en particulier des positions allemandes dans le secteur de Port-en-Bessin et du point d’appui Wn 60, n’hésitant pas à naviguer au plus près du rivage pour apporter un appui-feu efficace. Le Jour J, il tire 914 obus de 127 mm et 1 014 obus de 40 mm. Il participe également au bombardement de la ville de Cherbourg le 25 juin 1944 au sein de la Task Force 129.
En août, il est engagé dans la Méditerranée pour participer au débarquement de Provence. Il rentre aux États-Unis en novembre pour y être transformé en dragueur de mines rapide. L'immatriculation DMS-22  lui est affecté le 15 novembre 1944.
En 1945, il est déployé dans le Pacifique et participe à la bataille d’Okinawa. Le 6 avril, il est pris pour cible par cinq kamikazes japonais qui le percutent simultanément : 60 membres d’équipages sont tués et 77 autres sont blessés. L’Emmons est sabordé le lendemain par l’USS Ellyson afin d’éviter qu’il ne soit récupéré par l'ennemi.
L’emplacement exact de l’épave est découvert en février 2001. Elle repose par 45 mètres de fond au large de l'île de Kouri à Okinawa. Devenu un site de plongée populaire depuis sa découverte, il s'est avéré en 2010 qu'elle avait été vandalisée par des pilleurs.